# Trichopetalum
Trichopetalum es un género con cuatro especies de plantas con flores perteneciente a la familia Laxmanniaceae. Es originario de Chile.

## Taxonomía
El género fue descrito por  John Lindley y publicado en Edwards's Botanical Register en el año 1832.

## Especies
- Trichopetalum chosmalensis Guagl. & Belgrano
- Trichopetalum gracile Lindl.
- Trichopetalum plumosum J.F.Macbr.
- Trichopetalum stellatum Lindl.